# Zaluzianskya villosa
Zaluzianskya villosa là một loài thực vật có hoa trong họ Huyền sâm. Loài này được F.W. Schmidt miêu tả khoa học đầu tiên năm 1793.